# Nina Wörz
Nina Christin Müller (Bremen, 14 de noviembre de 1980, también conocida como Nina Wörz o Nina Christin Wörz) es una exjugadora de balonmano alemana.

## Trayectoria
La jugadora de 1,80 m de altura, que se desempeñaba en la primera línea, mayormente como lateral, firmó contrato en 2006 con el club danés de primera división Randers HK.
En el verano de 2012 se incorporó al equipo esloveno RK Krim.  Durante la temporada 2014/15 jugó en el club húngaro de primera división Siófok KC.  Entre 2015 y 2018 estuvo bajo contrato con el equipo alemán SG BBM Bietigheim. Posteriormente regresó al Randers HK. Su contrato fue rescindido de mutuo acuerdo en diciembre de 2018. En enero siguiente firmó con el club alemán Thüringer HC. Desde la temporada 2019/20 juega en el Füchse Berlin, equipo de la segunda división alemana.

### Clubes
- 1985–1997:  HSG Schwanewede/Neuenkirchen
- 1997–2000:  VfL Oldenburg
- 2000–2006:  HC Leipzig
- 2006–2012:  Randers HK
- 2012–2014:  RK Krim
- 2014–2015:  Siófok KC
- 2015–2018:  SG BBM Bietigheim
- 2018–2018:  Randers HK
- 2019–2019:  Thüringer HC
- 2019–:  Füchse Berlin

### Equipo nacional
Müller disputó 197 partidos con la selección nacional de Alemania, en los que anotó un total de 411 goles.  Debutó con el combinado nacional el 19 de febrero de 1999 en Marpingen, en un encuentro contra Polonia. Formó parte del equipo alemán que participó en el Campeonato del Mundo de 2009, celebrado en China, donde Alemania finalizó en séptima posición.

## Títulos y trofeos
- 2 x Campeón de Eslovenia (2013, 2014)
- 2 x Campeón de la Copa de Eslovenia (2013 y 2014)
- 1 x Campeón de Dinamarca (2012)
- 3 x Campeón de Alemania (2002, 2006, 2017)
- 2 x Ganador de la Copa DHB (2006, 2019)
- 1 x Copa EHF (2010)

Selección
- 1 x Medalla de Bronce en el Campeonato del Mundo (2007)

## Vida personal
Müller se graduó de la escuela secundaria y estudió periodismo. Es pareja de la también jugadora de balonmano Susann Müller.